# Autonomia di Alash
L'Autonomia di Alash (in kazako Алаш Автономиясы?, Alaş Avtonomiyasy) fu uno Stato esistito tra il 1917 e il 1920, nell'area dell'attuale Kazakistan. La sua capitale fu Semej (Semipalatinsk, che a quel tempo era chiamata anche Alash-Qala).

## Storia
Lo stato della etnia kazaka, venne stato proclamato nel dicembre 1917 in seguito alla rivolta dell'Alash Orda. Questo era un partito politico panturchista kazako, allineato strategicamente all'Armata Bianca per la lotta comune contro il bolscevismo. L'Autonomia era però malvista negli ambienti russi bianchi, che non volevano secessionismi dalla Madre Russia. L'Autonomia era inoltre alleata con l'Autonomia di Kokand nella rivolta dei Basmachi contro la Repubblica bolscevica del Turkestan.
Nel 1919, quando i bianchi cominciarono a ritirarsi, il governo dell'Autonomia di Alash iniziò i negoziati con i bolscevichi. Tra il 1919 e il 1920, i bolscevichi sconfissero i bianchi e l'Armata Rossa occupò il territorio. Il 26 agosto 1920, il governo sovietico sciolse l'Autonomia di Alash, e vi stabilì la Repubblica socialista sovietica del Kazakistan, che nel 1925 ha cambiato il suo nome in Repubblica socialista sovietica autonoma del Kazakistan, per ritornare nel 1936 al precedente nome.